# Cecora
Cecora (rum. Țuțora) – miejscowość i gmina w Rumunii, w okręgu Jassy, ok. 1046 mieszkańców (stan z 2002 roku).